# Островна летяща лисица
Островната летяща лисица (Pteropus insularis) е вид бозайник от семейство Плодоядни прилепи (Pteropodidae). Видът е критично застрашен от изчезване.

## Разпространение
Разпространен е в Микронезия.